# Алекс Фельдман
Алекс Фельдман (19 жовтня 1979, Київ) — американський теле- і кіноактор, режисер, сценарист і продюсер. Є засновником і директором школи акторської майстерності «For Actors By Actors». Акторську майстерність вивчав у «New York Conservatory for Dramatic Arts»

## Фільмографія

### Кіно
| Рік  |    | Українська назва        | Оригінальна назва            | Роль                                     |
| ---- | -- | ----------------------- | ---------------------------- | ---------------------------------------- |
| 2002 | ф  | Бріджит                 | Bridget                      | Майрон англ. Mayron                      |
| 2002 | ф  | Американська зброя      | American Gun                 | МакНі англ. McNee                        |
| 2002 | ф  | Містер Сміт стає ділком | Mr. Smith Gets a Hustler     | Боббі англ. Bobby                        |
| 2003 | ф  |                         | Si' Laraby                   |                                          |
| 2004 | ф  | Коли я буду коханою     | When Will I Be Loved         | Олексій англ. Alexei                     |
| 2005 | ф  | Іди зі мною             | Vieni via con me             | Джино італ. Gino                         |
| 2005 | ф  | Комірці на свободі      | Suits on the Loose           | Даррен Барнетт англ. Darren Burnett      |
| 2005 | ф  | Еліксир безсмертя       | The Final Patient            | Камерон Стрекмен англ. Cameron Streckman |
| 2006 | ф  | Правопорушники          | Trespassers                  | Лакі англ. Lucky                         |
| 2007 | ф  | Куш                     | Kush                         | Тодд англ. Todd                          |
| 2007 | ф  |                         | Animal Hitmen                | Андреас Орлов англ. Andreas Orlov        |
| 2009 | ф  | Колекціонер             | The Collector                | Чад англ. Chad                           |
| 2009 | ф  | Колекторка              | Repo Chick                   | Марко англ. Marco                        |
| 2010 | кф |                         | Rescue                       | Норман англ. Norman                      |
| 2011 | кф |                         | Trixie                       | Арі англ. Ari                            |
| 2012 | ф  | Щоденники Чорнобиля     | Chernobyl Diaries            | Гольдшмідт, лікар англ. Medic Goldshimdt |
| 2012 | кф |                         | Baron Blackwolf: Dogs of God | Гюнтер англ. Gunter                      |
| 2014 | кф |                         | The Cask                     | Монті англ. Monty                        |
| 2015 | ф  |                         | Eternity Hill                | Майлз Нікс англ. Miles Knicks            |
| 2016 | ф  |                         | Gone: VR 360                 | Чарльз Кловер англ. Charles Clover       |

### Телебачення
| Рік       |    | Українська назва                                                                | Оригінальна назва                                                                                           | Роль                                                                                      |
| --------- | -- | ------------------------------------------------------------------------------- | --- | ----------------------------------------------------------------------------------------- |
| 2001      | с  | Закон і порядок (11 сезон) епізод англ. «Teenage Wasteland»                     | Law & Order Episode «Teenage Wasteland»                                                                     | Мітч Реган англ. Mitch Regan                                                              |
| 2001      | с  | Закон і порядок: Злочинні наміри (1 сезон) епізод англ. «The Faithful»          | Law & Order: Criminal Intent Episode «The Faithful»                                                         | Кевін Донован англ. Kevin Donovan                                                         |
| 2002      | с  | Закон і порядок: Спеціальний корпус (3 сезон) епізод англ. «Greed»              | Law & Order: Special Victims Unit Episode «Greed»                                                           | Денні Раян англ. Danny Ryan                                                               |
| 2005      | с  | C.S.I.: Місце злочину Маямі (3 сезон) епізод англ. «10-7»                       | CSI: Miami Episode «10-7»                                                                                   | Метт Янг англ. Matt Young                                                                 |
| 2007      | с  | Нотатки про вагітність (2 сезон) епізод англ. «Heather's Visit»                 | Notes from the Underbelly Episode «Heather's Visit»                                                         | Біллі англ. Billy                                                                         |
| 2008      | с  | Мертва справа (5 сезон) епізод англ. «Ghost of My Child»                        | Cold Case Episode «Ghost of My Child»                                                                       | Елліс Вард англ. Ellis Ward                                                               |
| 2008      | с  | У полі зору (1 сезон) епізод англ. «To Serge with Love»                         | In Plain Sight Episode «To Serge with Love»                                                                 | Сєргей Мілашек/Сєргей Мійнич англ. Sergei Milashek/Sergei Mijnic                          |
| 2009      | с  | Без сліду (7 сезон) епізод англ. «True»                                         | Without a Trace Episode «True»                                                                              | Джонні Помранські англ. Johnny Pomransky                                                  |
| 2009—2010 | с  |                                                                                 | Floored and Lifted Episodes «Elevator Pitch», «Shy Lovers», «Cliché»                                        | Норман англ. Norman                                                                       |
| 2010      | с  |                                                                                 | Dark Shadow                                                                                                 | Ерма англ. Erma                                                                           |
| 2011      | тф | Елітне суспільство                                                              | The Bling Ring                                                                                              | Він Севідж англ. Vin Savage                                                               |
| 2013      | с  |                                                                                 | Angry Young Women in Low Rise Jeans with High Class Issues Episode «Angry Young Women and the Small Vagina» | Колтон англ. Colton                                                                       |
| 2015      | с  | Ніккі, Ріккі, Діккі і Дон (1 сезон) епізод англ. «Quad-ventures in Babysitting» | Nicky, Ricky, Dicky & Dawn Episode «Quad-ventures in Babysitting»                                           | англ. Schtinki                                                                            |
| 2016      | с  | Реанімація (2 сезон) епізод англ. «What Lies Beneath»                           | Code Black Episode «What Lies Beneath»                                                                      | лейтенант Малиновський англ. Lieutenant Malinovsky                                        |
| 2017      | с  | Стрілець епізод англ. «Primer Contact»                                          | Shooter Episode «Primer Contact»                                                                            | охоронець російського посольства                                                          |
| 2021      | с  | NCIS: Полювання на вбивць (18 сезон) епізод англ. «Sangre»                      | NCIS Episode «Sangre»                                                                                       | сержант морської піхоти у відставці Томас Берд англ. Retired Marine Sergeant Thomas Baird |

### Озвучення
| Рік  |    | Українська назва                 | Оригінальна назва                | Роль                |
| ---- | -- | -------------------------------- | -------------------------------- | ------------------- |
| 2001 | тф | Постріл у серце                  | Shot in the Heart                | Мікал Гілмор, голос |
| 2005 | вг | Medal of Honor: European Assault | Medal of Honor: European Assault | другорядні голоси   |

### Режисерська робота
| Рік       |    | Українська назва | Оригінальна назва                                                                      | Роль |
| --------- | -- | ---------------- | -------------------------------------------------------------------------------------- | ---- |
| 2006      | кф |                  | Sent                                                                                   |      |
| 2007      | ф  |                  | Animal Hitmen                                                                          |      |
| 2009—2010 | с  |                  | Floored and Lifted Episodes «Impassioned Reason», «Matthew», «Merde», «Elevator Pitch» |      |
| 2011      | ф  |                  | Fit to Be Tied                                                                         |      |
| 2015      | ф  |                  | Eternity Hill                                                                          |      |

### Сценарист
| Рік       |    | Українська назва | Оригінальна назва                                    | Роль |
| --------- | -- | ---------------- | ---------------------------------------------------- | ---- |
| 2006      | кф |                  | Sent                                                 |      |
| 2007      | ф  |                  | Animal Hitmen                                        |      |
| 2009—2010 | с  |                  | Floored and Lifted Episodes «Elevator Pitch», «Lure» |      |
| 2015      | ф  |                  | Eternity Hill                                        |      |

### Продюсер
| Рік  |    | Українська назва | Оригінальна назва | Роль |
| ---- | -- | ---------------- | ----------------- | ---- |
| 2006 | кф |                  | Sent              |      |
| 2011 | кф |                  | Trixie            |      |
| 2011 | ф  |                  | Fit to Be Tied    |      |
| 2015 | ф  |                  | Eternity Hill     |      |

### Оператор
| Рік  |   | Українська назва | Оригінальна назва | Роль |
| ---- | - | ---------------- | ----------------- | ---- |
| 2006 | ф |                  | Trespassers       |      |

### Візажист
| Рік  |   | Українська назва | Оригінальна назва | Роль |
| ---- | - | ---------------- | ----------------- | ---- |
| 2004 | ф |                  | Kate's New Job    |      |

### Соціальні мережі
- Алекс Фельдман у соцмережі «Facebook»
- Алекс Фельдман у соцмережі «Твіттер»